# مارك سنيل
مارك سنيل (بالإنجليزية: Mark Snell)‏ هو لاعب كرة قدم ومدرب كرة قدم أمريكي في مركز حراسة المرمى، ولد في 23 فبراير 1958 في لوكبورت في الولايات المتحدة. لعب مع إدمونتون دريلرز ‏.